# 宾堡集團
宾堡集團（西班牙語：Grupo Bimbo, S.A.B. de C.V.）為一間墨西哥的跨國際食品公司，其總部位於墨西哥城，業務遍及歐洲、亞洲、非洲及美洲超過33個國家，此公司的年銷售額約150億美元。
宾堡集團擁有13.4萬名員工和196家麵包店及300萬個銷售地點，更擁有遍布全球5.7萬條航線的分銷網絡。 此公司擁有超過100多個品牌及13,000多種產品。

## 企業結構
賓堡集團的企業結構，共大致分成兩層，第一層由股東會所組成，該層最多由21名董事所組成，其中必須有25%為獨立代理人，第二層為指導委員會，該層設立如下：
執行長兼董事長：丹尼爾·瑟維傑（Daniel Javier Servitje Montull）
執行副總裁：哈維爾·奧古斯托·岡薩雷斯·弗朗哥（Javier Augusto González Franco）、加比諾·米格爾·戈麥斯·卡瓦哈爾（Gabino Miguel Gómez Carbajal）、拉斐爾·帕米亞斯·羅梅羅（Rafael Pamias Romero）
財務長：迭戈·加西奧拉·奎瓦斯（Diego Gaxiola Cuevas）
全球人力資源總監：胡安·馬爾登（Juan Muldoon Barrena）
全球數位轉型副總裁 ：勞爾·伊格納西奧·奧布雷貢·塞爾維傑（Raúl Ignacio Obregón Servitje）

## 旗下品牌
以下列出賓堡集團旗下較有名的八個品牌：
- 賓堡（BIMBO）
- 馬里內拉（Marinela）
- 蒂亞·羅莎（Tia Rosa）
- 完美（Ideal）
- 塔基斯（Takis）
- 莎拉·李公司（Sara Lee Corporation）
- 貝爾德夫人（Mrs Baird's）
- 奧羅韋特（Oroweat）

## 旗下子公司
- 美國BIMBO麵包店
- 墨西哥BIMBO分公司
- 巴塞爾
- 加拿大BIMBO分公司
- 中國BIMBO分公司
- 南拉丁BIMBO分公司
- BIMBO拉丁中心
- 巴西BIMBO分公司
- 歐洲BIMBO分公司
- 加拿大麵包公司
- 嘉實黃金印度

## 外部連結
- 官方网站 （西班牙文）
- 宾堡中国官方网站 （页面存档备份，存于）